# Jajang
Jajang (590-658, nom de naissance : Kim Seonjong (김선종, 金善宗)) est un moine bouddhiste coréen du royaume de Silla. Il est issu de la famille royale. Il est célèbre pour avoir fondé de nombreux temples dont Tongdosa en 646 et Hyangseongsa en 653 et pour avoir joué un rôle important dans l'adoption du bouddhisme comme religion nationale de Silla.

## Biographie
À la mort de ses parents, probablement âgé d'environ 25 ans, il est allé dans un monastère dans la montagne pratiquer la méditation. Ensuite, à cause de son grand talent et de ses connaissances, le roi lui a demandé à plusieurs reprises de prendre un poste à responsabilité à la cour. Jajang refusa à chaque fois et le roi lui posa finalement un ultimatum : « Si tu n'acceptes pas cette position, je te ferai couper la tête pour désobéissance. » Jajang répondit qu'« il préférait mourir en respectant les commandements de Bouddha pour un jour que de vivre cent ans sans les suivre. » Le roi voyant la sagesse dans la réponse de Jajang lui accorda de rester moine. Il fit ensuite un pèlerinage à travers tous le pays pour promouvoir le bouddhisme et un mode de vie en conformité avec les Cinq Préceptes. 
En 636, après avoir reçu l'autorisation de la reine Seondeok, Jajang partit en Chine avec 11 de ses disciples dont Sil pour étudier avec les grands maitres du bouddhisme de la dynastie Tang. Il se rendit au mont Wutai (la montagne des cinq plateaux en chinois) dans l'espoir d'y voir apparaitre le Bodhisattva Manjusri. Il rencontra Dushun (557-640), le premier patriarche de l'école Huayan et Daoxuan (597-667). Il y resta sept ans et reçut à son retour de la part de Seondeok les plus grands honneurs et le titre de taeguksa, grand prêtre noble. C'était le plus haut poste pour un religieux, il supervisait tous les moines du pays. 
Pour son retour de Chine, Jajang avait reçu des reliques de très grande valeur : un fragment du crane du premier Bouddha, Shakyamuni, son bol en bois et sa robe monastique ainsi que 100 de ses sariras, des perles trouvées parmi les cendres des maitres du bouddhisme après leur incinération. Ces reliques ont été placées dans le Sokkasari, une pagode spécialement construite à Tongdosa.
Il a ensuite fondé de nombreux temples, le plus important étant celui de Tongdosa près de Pusan, l'un des trois joyaux de Corée. Il a également fondé Magoksa en 642, Bongjeomam en 642, Sangwonsa, Oseam et Woljeongsa au pied du mont Odae ((la montagne des cinq plateaux en coréen) en 643 et Hyangseongsa sur le mont Seorak en 653. 

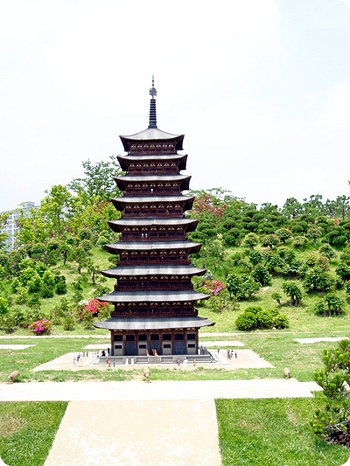
Reconstruction en miniature de la pagode de Hwangnyongsa

En 645, il convainc la reine de construire une pagode géante de 80 mètres de haut à Hwangnyongsa (le temple du dragon doré), le grand temple de la capitale, Gyeongju. Son objectif était de protéger le pays contre l'hostilité de ses voisins, car dans un rêve, un dieu avait prédit qu'ils se rendraient et paieraient tributs. Construite en bois, ses neuf étages étaient chacun consacré à l'un de ces voisins. En effet, dans les 23 ans qui ont suivi, Silla est parvenu à unifier les Trois Royaumes de Corée. La pagode brula 5 fois avant d'être définitivement détruite par les Mongols lors de leur invasion de 1238.
Il avait alors une très grande influence à la cour mais il finit par démissionner de toutes ses fonctions publiques pour se rendre au mont Odae où il est mort dans la solitude en 658.

## Œuvres
- Chegyǒnggyeso - 10 volumes de commentaires sur les indications de tous les sutras
- Ch'ulgwanhaengbǒp - La pratique de la contemplation passionnante
- Amit'agyǒng ŭigi - Commentaire sur le « Sukhāvatīvyūha Sūtra »

Ces textes n'ont pas survécu jusqu'à nos jours.